# 신현규 (경찰)
신현규(申鉉奎, 일본식 이름: 平山久雄히라야마 히사오, 1907년 5월 2일 ~ ?)는 일제강점기의 경찰로, 본적은 강원도 원주군 원주면이다. 본관은 평산이다.

## 생애
1930년부터 1932년까지 강원도 김화경찰서 순사부장을 역임했으며, 1933년 전후에 강원도 홍천경찰서 순사부장으로 근무했다. 홍천경찰서 순사부장으로 재직 중이던 1933년 11월 2일에는 제7일 안식일 예수 재림교회에서 운영하는 출판사인 시조사(時兆社) 직원으로 위장하여 독립운동가 남궁억에 대한 정탐 활동을 수행했다.
1933년 11월 4일에는 사복 경관 8명을 지휘하여 남궁억과 십자가당 당원 등 다수를 체포하는 한편 남궁억의 가택을 압수 수색했다. 십자가당(十字架黨)은 인종 차별 및 계급 제도 철폐, 조선의 독립을 주장했던 비밀 결사 단체였다.
1933년 11월 5일부터 12월 12일까지 남궁억 사건 관련자 5명(남궁경순, 남궁억, 박정규, 유진복, 이병구), 비밀 결사 농군사(農軍社) 관련자 4명(김복동, 남궁현, 이봉균, 조경제), 십자가당 관련자 9명(김경한, 김재인, 남궁식, 남천우, 송완식, 어인손, 유자훈, 이기섭, 이윤석), 에베소 청년회 관련자 1명(남궁은) 등 총 19명을 직접 취조하여 조사했다.
1935년부터 1939년 5월 9일까지 강원도 영월경찰서 경부보로 근무했으며 1935년 4월에 실시된 제16회 조선총독부 도경부보 시험에 합격했다. 1939년 5월 10일 강원도 화천경찰서에서 전근을 갔고 1940년 강원도 원주경찰서, 1941년 강원도 강릉경찰서에서 경부로 근무했다. 
광복 이후인 1949년 3월 25일 반민족행위특별조사위원회 강원도지부에 체포된 이후에 춘천형무소에 수감되기도 했다. 친일반민족행위진상규명위원회가 발표한 친일반민족행위 705인 명단에 포함되었다.

## 역대 선거 결과
| 실시년도 | 선거   | 대수 | 직책     | 선거구      | 정당   | 득표수   | 득표율          | 순위 | 당락 | 비고 |
| -------- | ------ | ---- | -------- | ----------- | ------ | -------- | --------------- | ---- | ---- | ---- |
| 1958년   | 총선   | 4대  | 국회의원 | 강원 인제군 | 무소속 | 14,891표 | \| \| 35.91% \| | 2위  | 낙선 |      |
|          | 35.91% |      |          |             |        |          |                 |      |      |      |

## 참고자료
- 친일반민족행위진상규명위원회 (2009). 〈신현규〉. 《친일반민족행위진상규명 보고서 Ⅳ-9》. 서울. 340~368쪽.